# Gunnar Bomhoff
Gunnar Johan Rudolf Bomhoff (30. oktober 1887 – 13. april 1945) var en dansk grosserer og modstandsmand, medlem af Holger Danske.
Gunnar Bomhoff blev tidligt inddraget i modstandsarbejdet ligesom sin søn Helmer og svigerdatter Elisabeth, og han støttede kampen både økonomisk og praktisk, bl.a. ved at stille sin villa på Harsdorffsvej  på Frederiksberg til rådighed.
En af lederne af Holger Danske, overbetjent ved Frederiksberg Politi og modstandsgruppens kontaktperson til den københavnske modstandsbevægelses ledelse og Frihedsrådet, O.B. Bertelsen, opholdt sig under jorden i villaen sommeren 1944. Men det tyske hemmelige politi Gestapo havde opdaget, at der den 4. september skulle finde et møde sted i villaen, hvor en række spidser i modstandsbevægelsen ville være til stede, bl.a. sabotageleder John Larsen. 
4. september 1944 blev Gunnar Bomhoffs villa derfor stormet, og hustruen Ada blev anholdt. Under tyskernes angreb blev O.B. Berthelsen såret, men undslap til Sverige, og som hævn sprængte tyskerne hans villa i Sylows Allé i luften. Derimod blev Knud Larsen arresteret under et flugtforsøg og bragt til det tyske lazaret på Nyelandsvej i en beslaglagt del af Frederiksberg Hospital, hvor han under stadig uvisse omstændigheder døde den 9. september.
Sammen med "Flammen", "Citronen" og to andre modstandsfolk gik Elisabeth og Helmer Bomhoff derfor under jorden i Rågeleje. Ada Bomhoff kendte ikke til sin mands aktiviteter, men blev ikke desto mindre anholdt. Gunnar Bomhoff var ikke hjemme ved tyskernes aktion den 4. september. Men den 11. oktober 1944 sprængte tyskerne hans villa i luften, hvorved hans bror Hakon omkom.
Den 18. oktober senere samme år var Bomhoff-familien til hemmeligt møde hos Erik Nyegaard i Skovshoved, da Gestapo stormede huset. "Flammen", der også var til stede, begik selvmord, mens Erik Nyegaard og Ada, Helmer og Elisabeth Bomhoff blev indsat tre uger i Vestre Fængsel og dernæst sendt til Frøslevlejren, hvor de var indtil krigens slutning.
Den 16. februar 1945 indgik Gunnar Bomhoff i den næstsidste deportation af danske fanger til Tyskland. Den gik under umenneskelige forhold i kreaturvogne gennem det sønderbombede land helt ned til KZ-lejren Dachau ved München med ankomst først en uge efter.
Kort før krigens slutning blev der gennemført en transport til Sverige af de danske og norske KZ-fanger med De hvide busser, hvorfor fangerne blev samlet i KZ-lejren Neuengamme ved Hamborg. Ved disse busafgange til internering i det neutrale Sverige lod Gunnar Bomhoff to gange en mere medtagen fange gå forud for sig selv, men da han tredje gang skulle have været af sted, var han død 13. april 1945. På det tidspunkt var hans kone  allerede blevet løsladt fra Frøslevlejren, hvorimod sønnen og svigerdatteren måtte blive der til befrielsen.
Efter krigen vedtog Frederiksberg Kommunalbestyrelse at give området ved ruinen af Bomhoff-familiens villa navnet Bomhoffs Have til minde om Gunnar Bomhoffs og hans families store indsats i Danmarks frihedskamp. På grunden blev der senere opført en etageejendom.